# Дворац Монсоро
Дворац Монсоро (фр. Château de Montsoreau) је француски дворац, око 250 км југозападно од Париза, у граду Монсороу, у  департман Мен и Лоара, у долини Лоаре. Прелазна структура између тврђаве и виле једини је од свих Дворци долине Лоаре који је изграђен на самом дну реке Лоаре.
Одушевљен је више пута. Први пут га спомиње Александар Дима Отац у свом роману Госпа Монсоро, који је написан између 1845. и 1846. године. Насликао га је и сликар воде Вилијам Тарнер, а Францоис Рабелаис у Гаргантуи добио га је као награду Итиболе-у после његове победе. Огист Роден га идеализује на цртежу сачуваном у Роденовом музеју.
Историјски споменик од 1862. године, дворац Монсоро од 2016. године домаћин је Музеја савремене уметности Дворац Монсоро. Колекција је једна од највећих свјетских колекција концептуалне умјетности.
Град Монсоро и дворац Монсоро уврштени су на Унеско-ву листу светске баштине у Европи 2000. године.